# Veľké Dvorany
Veľké Dvorany é um município da Eslováquia, situado no distrito de Topoľčany, na região de Nitra. Tem 7,75 km² de área e sua população em 2018 foi estimada em 736 habitantes.

## Demografia
| Ano:        | 1994 | 2004    | 2014   | 2024   |
| ----------- | ---- | ------- | ------ | ------ |
| Broj ljudi: | 631  | 697     | 718    | 748    |
| Razlika:    |      | +10,45% | +3,01% | +4,17% |

| Ano:               | 2023 | 2024   |
| ------------------ | ---- | ------ |
| Número de pessoas: | 742  | 748    |
| Diferença:         |      | +0,80% |